# Huanggu
Der Stadtbezirk Huanggu (chinesisch 皇姑区, Pinyin Huánggū Qū) ist ein Stadtbezirk der Unterprovinzstadt Shenyang im Norden der chinesischen Provinz Liaoning. Er hat eine Fläche von 65,98 km² und zählt 877.287 Einwohner (Stand: Zensus 2020).

## Administrative Gliederung
Auf Gemeindeebene setzt sich Huanggu aus zwölf Straßenvierteln zusammen. Diese sind:
- Straßenviertel Huanghe (黄河街道), Sitz der Stadtbezirksregierung;
- Straßenviertel Beita (北塔街道);
- Straßenviertel Huashan (华山街道);
- Straßenviertel Liaohe (辽河街道);
- Straßenviertel Lingdong (陵东街道);
- Straßenviertel Minglian (明廉街道);
- Straßenviertel Sandongqiao (三洞桥街道);
- Straßenviertel Santaizi (三台子街道);
- Straßenviertel Shelita (舍利塔街道);
- Straßenviertel Shouquan (寿泉街道);
- Straßenviertel Tawan (塔湾街道);
- Straßenviertel Xinle (新乐街道).